# Mahfuz Anam

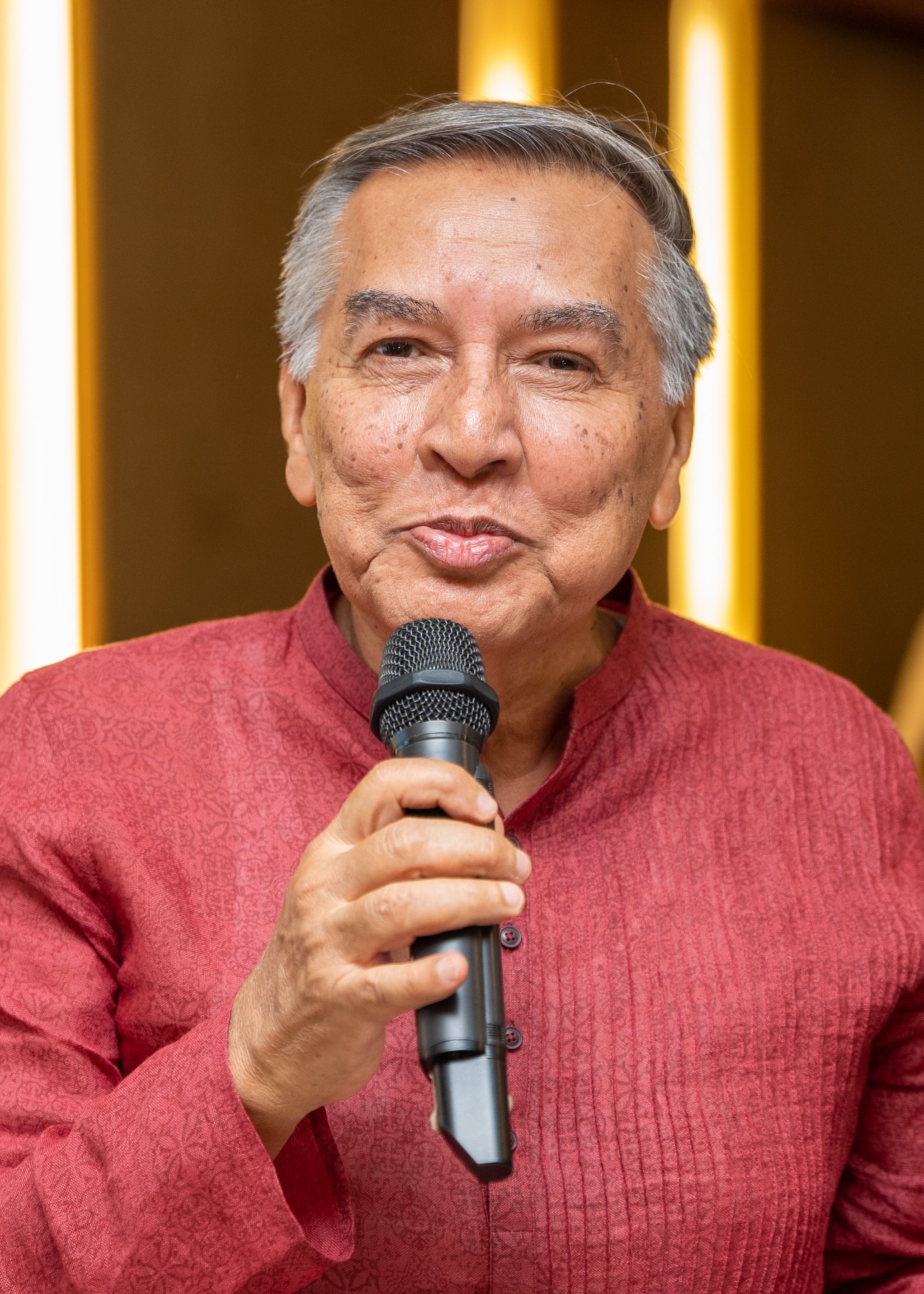
Mahfuz Anam, 2023.

Mahfuz Anam (bengalisch মাহফুজ আনাম; geb. 18. Juni 1950, East Bengal, Dominion of Pakistan) ist ein Journalist in Bangladesch. Er ist Redakteur und Herausgeber des The Daily Star, einer der auflagenstärksten englischsprachigen Zeitungen Bangladeschs. Nachdem er 14 Jahre lang bei den Vereinten Nationen gearbeitet hatte, gründete Anam 1991 zusammen mit seinem Mentor Syed Mohammad Ali die Zeitung in der Zeit des demokratischen Übergangs in Bangladesch. Seine Kritik an den beiden größten politischen Parteien des Landes und dem Militär hat oft dazu geführt, dass er verklagt wurde; Anam weist die Vorwürfe und Klagen als Angriffe auf die Pressefreiheit zurück. Er wurde 2022 und 2023 für eine zweite Amtszeit zum Vorsitzenden des Asia News Network gewählt.

## Leben

### Jugend und Ausbildung
Anam wurde am 18. Juni 1950 im damaligen East Bengal, einer Provinz der Dominion of Pakistan, geboren. Anam ist der jüngste Sohn von Abul Mansur Ahmed, einem bengalischen Anwalt, Schriftsteller und Politiker. Sein Vater arbeitete und kämpfte lebenslang für Muslime in der Bengal Subah (Presidency). Die Situation der bengalischen Muslime war zu der Zeit sehr schlecht. Sein Vater war ein bekannter Zeitungsherausgeber und politischer Satiriker in Britisch-Indien. Während der 1950er war sein Vater Vizepräsident der Awami-Liga zwischen 1953 und 1958, Minister of Education der Provinz im Kabinett der United Front 1954 und Minister of Commerce and Industries im Kabinett von Huseyn Shaheed Suhrawardy, dem fünften Premierminister von Pakistan (1956–1957).
Anams älteste Tochter Tahmima Anam ist eine Englischsprachige bengalische Schriftstellerin. Sie wurde mit dem Commonwealth Writers’ Prize ausgezeichnet. Anams älterer Bruder Mahbub Anam war Herausgeber der The Bangladesh Times und ein Abgeordneter für die Bangladesh Nationalist Party (BNP).

### Bildung
Anam studierte am Notre Dame College in Dhaka. Er erwarb Abschlüsse in Wirtschaftswissenschaft an der University of Dhaka. Er gewann drei Jahre in Folge die All Pakistan Debating Championship (1967, 1968, 1969). Der Wettbewerb wurde in Karatschi, Dhaka und Lahore durchgeführt.

### Bangladesch-Krieg 1971
1971 kämpfte Anam für die Unabhängigkeit von East Pakistan. Er schloss sich der Mukti Bahini in den letzten Monaten des Bangladesch-Krieges an und am Ende war er Officer-in-Training.

### Karriere
Anam begann seine Karriere im März 1972. Er arbeitete als Staff Correspondent des The Bangladesh Observer, der damals wichtigsten englischsprachigen Tageszeitung des Landes. Später war er stellvertretender Herausgeber der Bangladesh Times. 1976 wurde ihm vom East-West Center der Thomas Jefferson Fellowship in Journalism verliehen.
Zwischen 1977 und 1990 arbeitete Anam für die UNESCO als Medienoffizier und Sprecher. Er wurde in Paris, New York City und Bangkok eingesetzt. In seiner letzten Stellung in Bangkok diente Anam als Regional Media and Public Affairs Representative der UNESCO. In Bangkok plante Anam auch, eine Zeitung in Bangladesch zusammen mit Syed Mohammad Ali zu gründen, dem ehemaligen Herausgeber der The Bangkok Post. Sie sicherten die Finanzierung durch die Investoren Azimur Rahman, A. S. Mahmud, Latifur Rahman, A. Rouf Chowdhury und Shamsur Rahman. Anam sagte selbst: „Die Arbeit an der Zeitung hat eine Weile gedauert. Sie begann in den 80er Jahren mit dem hektischen Briefwechsel zwischen SM Ali, der in Kuala Lumpur lebte, und mir, der in Bangkok lebte, die wir beide für die UNESCO arbeiteten. Der Plan war, dass er 1988 in den Ruhestand gehen würde und ich 1990 zurücktreten würde und wir beide nach Bangladesch zurückkehren und unsere Zeitung herausbringen würden. Die zweijährige Vorabpräsenz von Ali Bhai gepaart mit meinen häufigen Besuchen aus Bangkok einmal im Monat gab uns die Möglichkeit, Investitionen abzuschließen (mit Mahmud Bhai [AS Mahmud], unserem Gründungsgeschäftsführer, der als Katalysator fungierte), unsere Pläne für die Zeitung fertigzustellen, wichtige Personaleinstellungen abzuschließen, die Räumlichkeiten zu mieten und, was am wichtigsten ist, die ‚Declaration‘ einzuholen – die offizielle Erlaubnis, eine Zeitung zu gründen.“
The Daily Star wurde 1991 während des Übergangs Bangladeschs zur parlamentarischen Demokratie gegründet. Dieser Zeitraum fiel mit den Reformen zur wirtschaftlichen Liberalisierung zusammen. Die Zeitung gewann in der Hauptstadt Dhaka und der Hafenstadt Chittagong rasch an Popularität. Sie wurde die auflagenstärkste englischsprachige Tageszeitung des Landes und ließ Konkurrenten wie The Bangladesh Observer und Holiday hinter sich. Die Ansichten der Redaktion (editorial views) gewannen großen Einfluss. Die Zeitung entwickelte sich zu einem Symbol der freimütigen, vielfältigen und in Privatbesitz befindlichen Presse Bangladeschs, die zwischen 1990 und Ende der 2000er Jahre florierte. Laut der BBC ist „Der Daily Star die populärste englischsprachige Zeitung Bangladeschs. Sie wurde vor einem Vierteljahrhundert gegründet, als Bangladesch zur parlamentarischen Demokratie zurückkehrte, und hatte immer einen Ruf journalistischer Integrität sowie liberaler und fortschrittlicher Ansichten – eine Art bangladeschische New York Times“. Nach dem Tod von S. M. Ali 1993 begann Anam die journalistischen Operationen der Zeitung zu lenken. Die Muttergesellschaft Mediaworld Ltd. ernannte Anam 1998 zum Publisher. Er arbeitete eng mit Syed Fahim Munaim zusammen, der als Managing Editor verantwortlich für die Einkünfte war.
Anam ist Gründungspräsident der Newspaper Owners’ Association of Bangladesh (NOAB). Er war auch Generalsekretär des Editors Council of Bangladesh und wurde 2007 in Seoul als Vorsitzender des Asia News Network (ANN) gewählt. Anam ist Mitglied des Board of Trustees der bangladeschischen Landesvereinigung (chapter) von Transparency International (TIB).
Anam arbeitete mit der Ford Foundation und Professor Rehman Sobhan um die Bangladesh Freedom Foundation zu gründen.

## Politische Ansichten
Anam wurde als Libertarian beschrieben. Seine einflussreichen Leitartikel (Editorials) behandeln sensible Themen der turbulenten Politik und Demokratie in Bangladesch. Anam wurde zu einem scharfen Kritiker von Sheikh Hasina und Khaleda Zia in Fragen wie Parlamentsboykotten, Korruption und Menschenrechtsverletzungen. In Bezug auf ein Wirtschaftssystem befürwortet Anam den freien Markt. In der Außenpolitik unterstützt Anam die Verbesserung der Beziehungen zu Indien. 2010 hielt Anam eine programmatische Rede in welcher er fragte: „Warum sollte China an Bangladesch interessiert sein?“ („Why China should be interested in Bangladesh?“), in welcher er das wirtschaftliche Wachstum von Bangladesch diskutierte im Zusammenhang mit den Handelsbeziehungen mit Beijing.
Während der politischen Krise in Bangladesch von 2006 bis 2008 (Bangladeshi Caretaker Government) kritisierte Anam den Armeechef offen, obwohl die Pressefreiheit aufgrund des Ausnahmezustands eingeschränkt war. Als Antwort auf die Vorschläge von General Moeen Uddin Ahmed für eine „bangladeschische Art von Demokratie“ schrieb Anam: „Zu den Fragen der Idee des Generalstabschefs, ‚unsere eigene Art von Demokratie zu haben‘, möchten wir darauf hinweisen, dass wir in der Politik zum ersten Mal 1958 mit Ayub Khan in Berührung gekommen sind. Er wollte ‚die Demokratie nach dem Geist des Volkes neu erfinden‘, und am Ende hatten wir eine ‚Basisdemokratie‘, die von unserem Volk gründlich abgelehnt wurde, auch wenn es eine Weile gedauert hat. Viel später kam in Pakistan General Zia-ul-Huq, der die Demokratie ebenfalls neu definieren wollte. Sein Trick war ziemlich clever und sehr originell. Um den Pakistanern ihr Recht auf die Wahl einer Regierung vorzuenthalten, sagte Zia: ‚Ich kann keine Demokratie akzeptieren, in der die Souveränität dem Volk gehört. In meinen Augen gehört die Souveränität nur Allah.‘ Also regierte Zia-ul-Huq Pakistan mit seinem persönlichen Befehl, da die Anerkennung der Souveränität des Volkes gegen seinen Glauben verstieß. Fragen Sie jeden Pakistaner nach dem großen und irreparablen Schaden, den er ihrem Land zugefügt hat.“ Der indische Kolumnist Kuldip Nayar bezog sich auf Anams Artikel in Outlook zu Ayub Khans Ansichten über den „genius of the people“. Anams Artikel wurde inmitten von Angst vor einer direkten militärischen Übernahme in Bangladesch geschrieben; der Armeechef schloss dann später jede Möglichkeit einer Machtergreifung aus.
Einer von Anams einflussreichsten Artikeln war „Dies ist kein Weg, die Demokratie zu stärken“ („This is no way to strengthen democracy“), den er als Reaktion auf die Verhaftung von Sheikh Hasina durch die vom Militär unterstützte Übergangsregierung im Jahr 2007 schrieb. In dem Artikel erklärte er: „Wir vertrauen dem Stabschef, wenn er sagt, dass die Armee weder in die Politik involviert ist noch eine neue Partei gründet. Aber was tun wir, wenn wir von unseren Korrespondenten Berichte erhalten, dass Bezirksverwalter Listen mit sogenannten sauberen Politikern erstellen und dass viele von ihnen von den Mächtigen besucht werden, die sie dazu anstacheln, der neuen sogenannten Königspartei beizutreten? Was tun wir, wenn uns hochrangige Politiker sowohl der BNP als auch der AL von mächtigen Besuchern berichten, die sie auffordern, gegen ihre Parteiführer vorzugehen oder sich Korruptionsvorwürfen zu stellen? Wir möchten nachdrücklich darauf hinweisen, dass dies kein Weg ist, die Demokratie zu stärken. So wie die „Planwirtschaft“ gescheitert ist, wird auch die „Kommandopolitik“ scheitern. Der Kern der Demokratie ist das Recht der Menschen, ihre Führer und diejenigen zu wählen, die sie in der Regierung vertreten werden.“
Anam protestierte gegen die Schließung einer oppositionsfreundlichen Zeitung 2010 mit einem Zitat von Voltaire. 2021 nahm Anam in der Kontroverse um die Al-Jazeera-Dokumentation „All the Prime Minister’s Men“ eine neutrale Haltung ein. Aufgrund der Zensur in Bangladesch wurde in der Dokumentation kaum über die skandalösen Anschuldigungen berichtet. Anam nannte die Dokumentation „keine erstklassige Arbeit des investigativen Journalismus.“ Anam schrieb auch eine Kolumne, die sich offen an den damaligen Armeechef, General Aziz Ahmed, richtete. Anam kritisierte den General scharf, als er meinte, Kritik am Armeechef sei gleichbedeutend mit Kritik am Premierminister.
Anam wird traditionell als Verteidiger der Werte einer säkularen Demokratie gesehen, die auch zu Bangladeschs Unabhängigkeit geführt hatte. Es gab jedoch auch Spekulation um Anams eigenen politischen Ambitionen. Anam beteiligte sich an der Gründung einer Bürger-Plattform zusammen mit dem Nobelpreisträger Muhammad Yunus. Yunus versuchte eine politische Partei, die Nagorik Shakti („Bürgermacht“, Citizen Power), zu gründen.
Ungeachtet früherer libertärer Ansichten schien Anam den Fall Kabuls im Jahr 2021 und die Machtübernahme Afghanistans durch die Taliban vorsichtig zu begrüßen. Er beschrieb die Situation als eine Niederlage für die Vereinigten Staaten. Anam wurde von der Vorsitzenden der Awami-Liga und Premierministerin von Bangladesch, Sheikh Hasina, beschuldigt, versucht zu haben, Gelder für ihr Prestigeprojekt der Padma-Brücke zu blockieren, eine Behauptung, die Anam widerlegt hat. Und auch wenn Hasina Anam beschuldigte, mit der Weltbank zusammenzuarbeiten, um das Padma-Brückenprojekt zu stoppen, bezeichnete Anam die Fertigstellung der Brücke als Sheikh Hasinas „Sternstunde“ („finest hour“). Zu gleicher Zeit wurde die Zeitung von der bangladeschischen Regierung und den Geheimdiensten unter Druck gesetzt. Anams Zeitung erlitt einen Einnahmerückgang, da die Hasina-Regierung den Regierungsbehörden Anzeigen vorenthielt. Dann hob die Regierung das Verbot jedoch wieder auf und nahm die Anzeigen im Daily Star und seiner Schwesterpublikation Prothom Alo wieder auf. Anams Zeitung muss nun aufgrund des viel kritisierten Digital Security Acts, den viele bangladeschische Journalisten aufheben wollen, mit den Grenzen der Zensur arbeiten.

## Prozesse
Während der Regierung von Khaleda Zia in den 2000er Jahren wurde Anam von der regierenden BNP wegen Verleumdung angeklagt. Er wurde gemeinsam mit Matiur Rahman, dem Herausgeber der bengalischen Zeitung Prothom Alo, angeklagt. Anams Anwalt war Kamal Hossain. Anam wurde auch der Missachtung des Gerichts für schuldig befunden, da er gemeldet hatte, dass ein kürzlich ernannter Richter seine akademischen Zeugnisse gefälscht habe; die Klage war vom Vater des Richters eingereicht worden. Unter der Regierung der Awami-Liga von Sheikh Hasina seit 2009 wurde Anam mit 83 Gerichtsverfahren überzogen, inklusive 30 Verleumdungsklagen.
Die Gerichtsverfahren gegen Anam wurden von PEN America kritisiert.

## Kritik
Sheikh Hasinas Sohn Sajeeb Wazed nennt Anam „völlig unethisch“ und „einen Lügner“ („completely unethical“, „a liar“). Der ehemalige Mitarbeiter David Bergman kritisiert Anam ebenfalls wegen seiner Ansichten zum Korruptionsskandal um die Padma-Brücke. 2016 räumte Anam bei einer Podiumsdiskussion von ATN News ein, dass 2007 in The Daily Star veröffentlichte Berichte, in welchen Premierministerin Sheikh Hasina Korruption vorgeworfen wurde, auf unbestätigten Leaks beruhten, die ihm von der Generaldirektion für Streitkräftegeheimdienst des Militärs (Directorate General of Forces Intelligence, প্রতিরক্ষা গোয়েন্দা মহাপরিদপ্তর, DGFI) zugespielt wurden. „Es war ein großer Fehler“, sagte er während des Interviews und erklärte: „Es war eine schlechte redaktionelle Entscheidung, das gebe ich ohne jeden Zweifel zu“. („It was a big mistake.“ „It was a bad editorial judgement, I admit it without any doubt“.) Trotz seines Eingeständnisses ist er massiven Angriffen der Regierung und der Anhänger der Awami-Liga ausgesetzt.

## Auszeichnungen
- 2016 Courageous Journalism Award East-West Center